# Райковецький парк
Райкове́цький парк — парк-пам'ятка садово-паркового мистецтва місцевого значення в Україні. Розташований у селі Райківці Хмельницького району Хмельницької область. 
Площа 5,6 га. Статус отримано згідно з рішенням виконавчого комітету Хмельницької обласної Ради народних депутатів від 16.10.1991 року № 171. Перебуває у віданні: Райковецька сільська рада.

## Опис парку
Територія парку розташована на яскраво вираженому рельєфі, який утворюють похилий схил, невеликий видолинок та два ставки, що безпосередньо прилягають до парку з північного та східного боків і додають парку своєрідного колориту. Із заходу та півдня його обмежовують сільські дороги.
До парку прямує дорога, яка безпосередньо біля парку обсаджена липою серцелистою, що утворює красиву алейну стінку. Умовно головним входом до парку можна вважати доріжку біля дитячого садка, що межує з парком у його західній частині. Тут ростуть дві сосни чорні заввишки 16 м і 18 м та з діаметром стовбура 48,4 см і 89,2 см. 
За соснами відкривається велика сонячна галявина, що має щільний травостій з лучно-лісовою рослинністю. По її південному периметру поодиноко та рядовою посадкою ростуть старі клени сріблясті розсіченолистої форми (максимальний діаметр стовбура — 95,5 см), одне дерево має наскрізне дупло. Ще одне дерево старезного клена сріблястого росте поруч з соснами. На північному схилі галявини височать два дуби звичайні пірамідальної форми (діаметр стовбура — 54,5 см та 60,2 см), берест, гледичія колюча. 
Середньовікові насадження модрини європейської, що зростають дещо на пагорбі, справляють враження затишного та оригінального куточка природи. Ближче до ставу є групи беріз та дубів. Північніше від галявини простягається великий сонячний схил (бо розташований на сході парку). На ньому негусто зростають старі дерева та кущі. На рідколіссі, прогалинах та невеликих галявинах — щільний красивий трав'яний покрив, поодиноко та групами ростуть ясен звичайний, клен гостролистий, клен ясенелистий та клен-явір; в'яз гірський, в'яз дрібнолистий та в'яз граболистий; береза повисла; липа широколиста; ялина звичайна (діаметр стовбура — 60,2 см); сосна європейська (діаметр стовбура — 47,5 см), що роздвоюється. 
До північної околиці парку прилягає невеликий ставок. Тут росте група старих лип та гіркокаштанів (максимальний діаметр стовбура — 104,2 см). У західній частині, дещо лівіше дитячого садка, 1975 році влаштували стадіон для працівників колонії, яка розташовується навпроти парку (через дорогу). Його обмежовують цікаві деревні рослини — псевдотсуга Мензіса сижевої форми (діаметр стовбура — 56,4 см), два ясени звичайні плакучої форми (максимальний діаметр стовбура — 76,4 см), клен гостролистий форми Швелера (червонолистої), а ближче до дитсадка — сосна чорна (діаметр стовбура — 83,8 см), софора японська (діаметр стовбура — 77,4 см), старезний берест (діаметр стовбура — 66,8 см), а також стара глодова алея, де є рослини з цікаво переплетеними стовбурами. 
Особливою окрасою Райковецького парку є розкішне Тюльпанове дерево (ліріодендрон тюльпанний). Діаметр його стовбура — 64,2 см, висота — бл. 25 м. Такі параметри дерева свідчать про те, що особина є не лише найстарішим представником даного виду в Хмельницькій області, але й одним із найстаріших в Україні. Має стрункий стовбур з широко розставленим гіллям, рясно цвіте і плодоносить. Довгий час співробітники колонії рятували дерево від вандалів та «любителів природи». 
Райковецький парк є одним із кращих ландшафтних парків Хмельниччини, де на помірно-горбистому рельєфі з великою кількістю красивих галявин ростуть цінні деревні рослини, що мають понадстолітній вік, а водні поверхні ставків додають затишку і довершеності пейзажам. Незагущеність посадок і відносна доглянутість території справляють гарне естетичне враження.

## Історія
У кінці XVI ст. село було власністю панів Калиновських, згодом Граб'янка. В Райківцях народився Тадеуш Грабянка (1740—1807 рр.) — масон, мартиніст, ілюмінат, подільський містик й алхімік; мав гарну освіту і гострий розум, мріяв про реформи і переустрій світу. В 1775 р. в райковецькому і сутковецькому замках Тадеуша Граб'янку відвідав граф Алесандро Каліостро (1743—1795 рр.) — італійський маг і авантюрист, алхімік, парапсихолог і цілитель, езотерик і містик. Вони разом працюють над алхімічними дослідами і проектом Каліостро «Республіка світла», що, певно, став першим окультно-політичним проектом української незалежності. 
Від родини Граб'янки Райківці перейшли до Мстислава Скібнєвського (1834—1902 рр.), разом з Андрійківцями, Розсошею і Вовківцями. Розповідають, що саме Скібнєвський наказав зруйнувати райковецький замок, як згадку про Граб'янку і Каліостро, їх філософію та алхімію. 
Коли 1847 року дочка Мсцислава Скібнєвського Марія одружилася з паном Радловським, то внесла Райківці з найближчими землями в дім чоловіка як посаг. Сам Радловський жив у Проскурові, де керував об'єднаним повітовим банком. Його дружина жила у селі, мала три фільварки і понад 5 тис. десятин землі, де працювали селяни. У одному з фільварків будо облаштовано оранжерею. В 1905 р. у Райківцях Радловський будує спиртзавод, продукцію якого власник у великій кількості відправляв за кордон. На початку революційних подій та громадянської війни Радловські виїхали з Поділля. 
Резиденції у селі раніше не було, проте збереглись залишки красивого пейзажного парку з цікавим та цінним дендрологічним складом. На місці колишнього панського спиртового заводу у радянські часи створено Райковецьку виправну колонію № 78 (установа середнього рівня безпеки).